# Conjunto histórico artístico de Cimadevilla

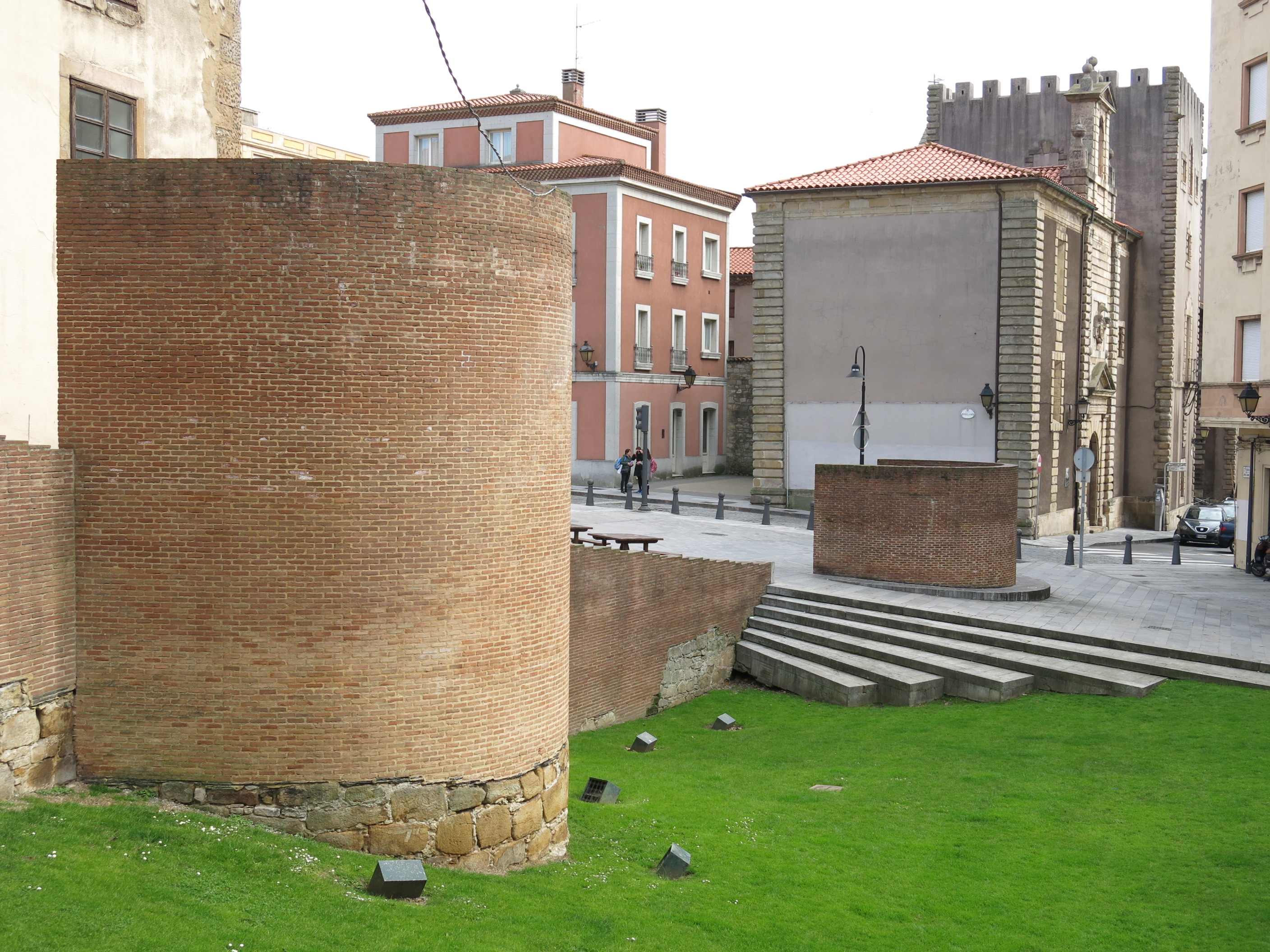
Muaralla romana

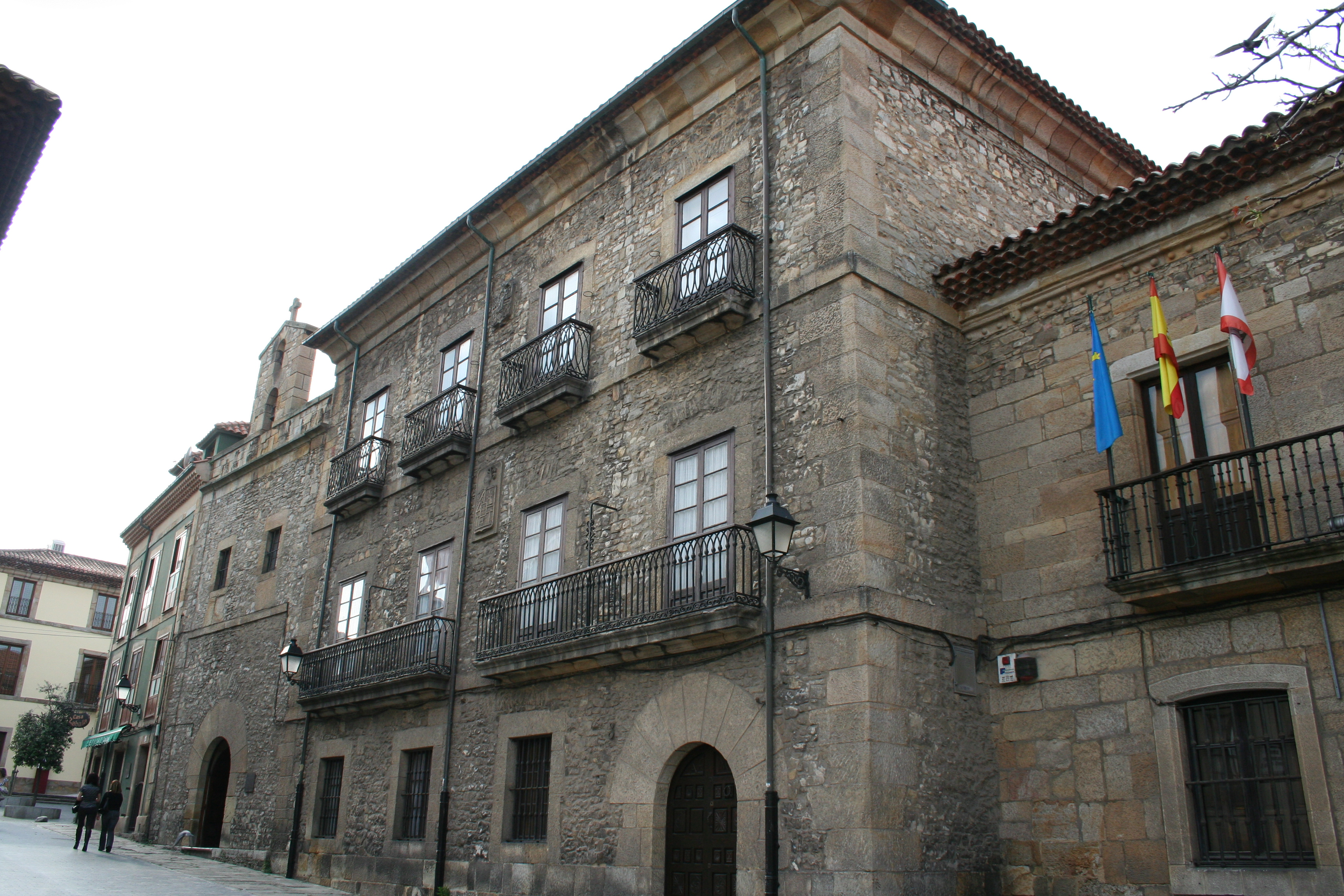
Capilla de la Casa Natal de Jovellanos

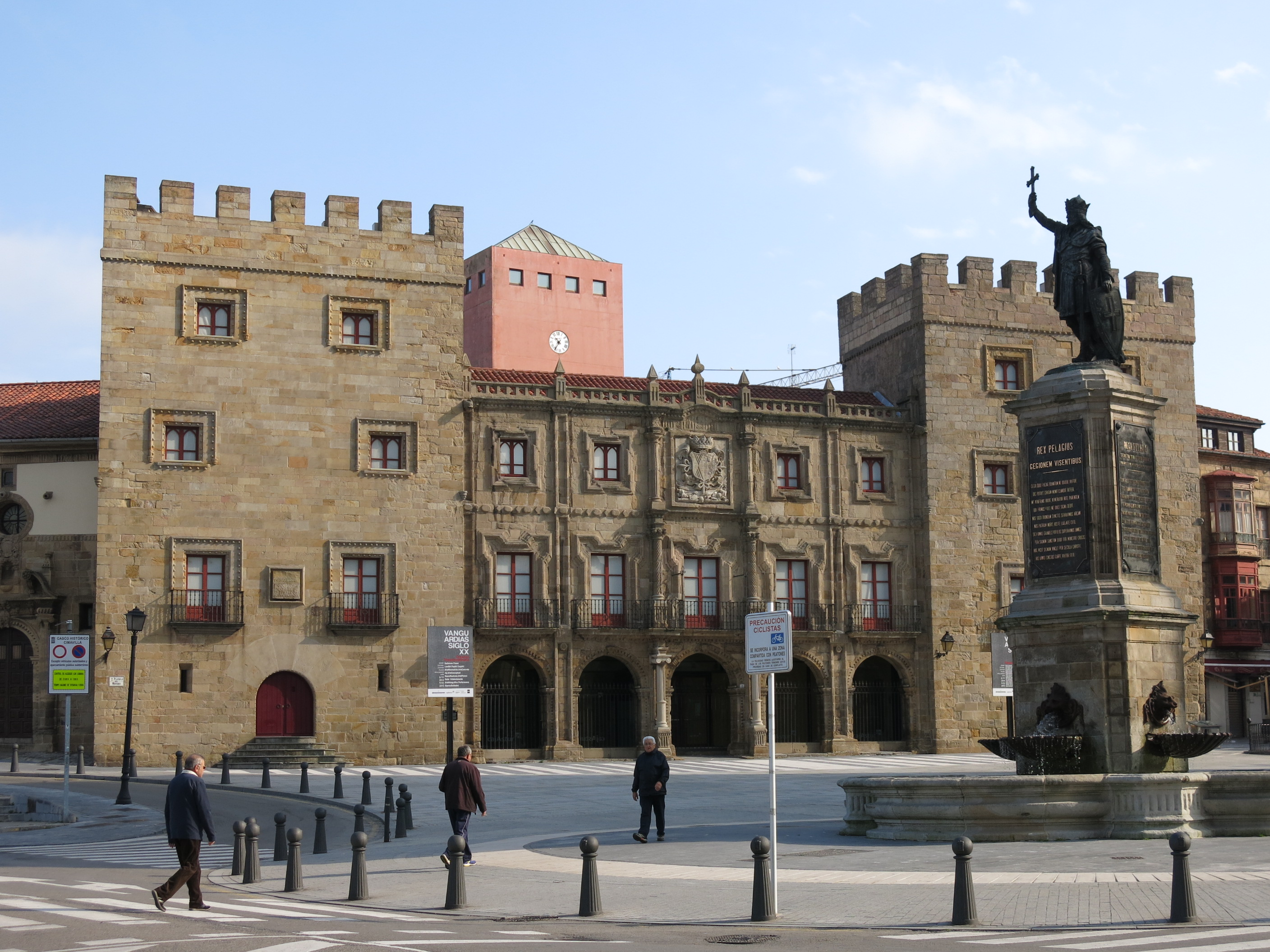
Palacio del marqués de San Esteban del Mar o de Revillagigedo, Colegiata y estatua del rey Pelayo

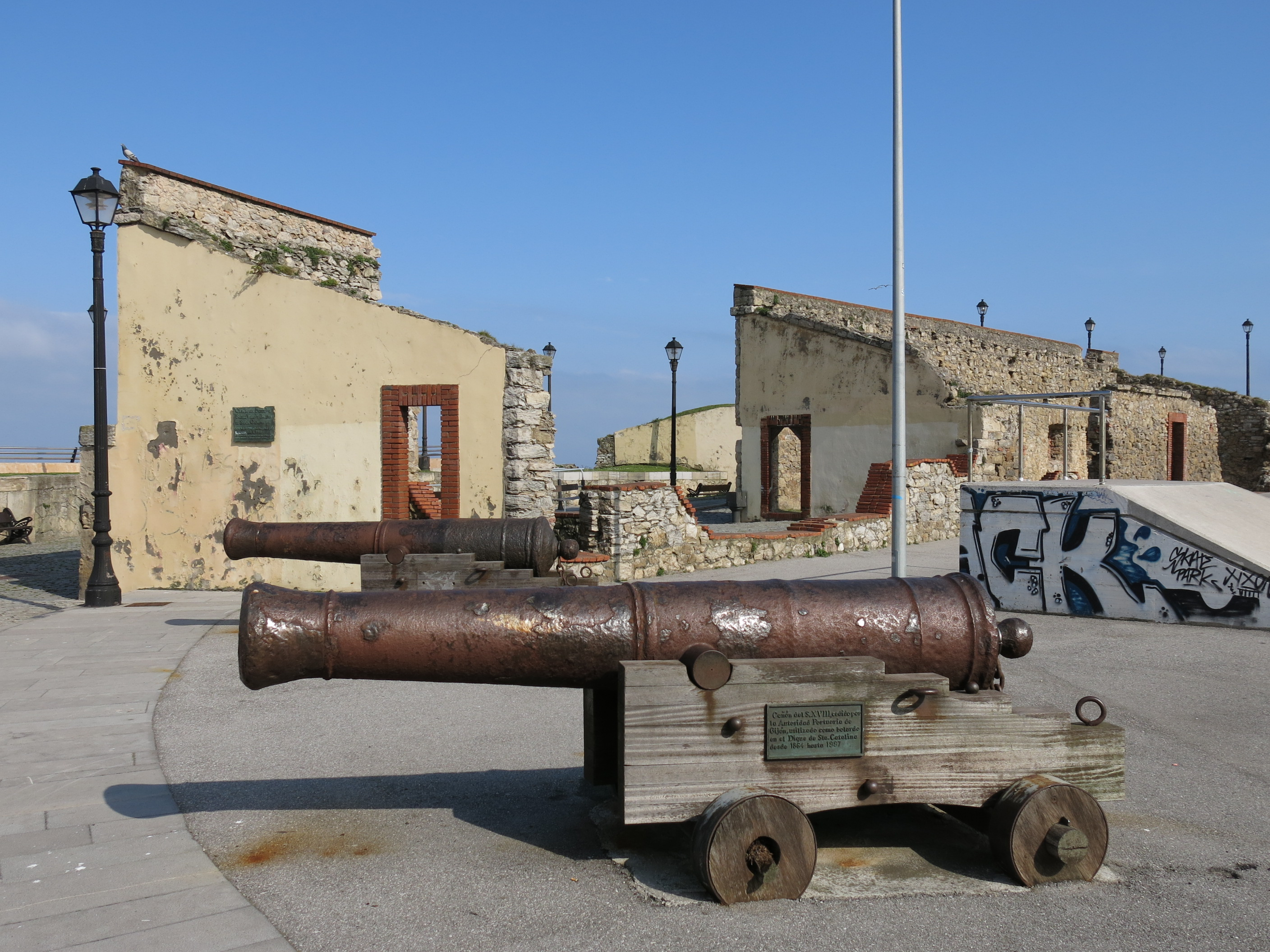
Fuerte Viejo de Santa Catalina

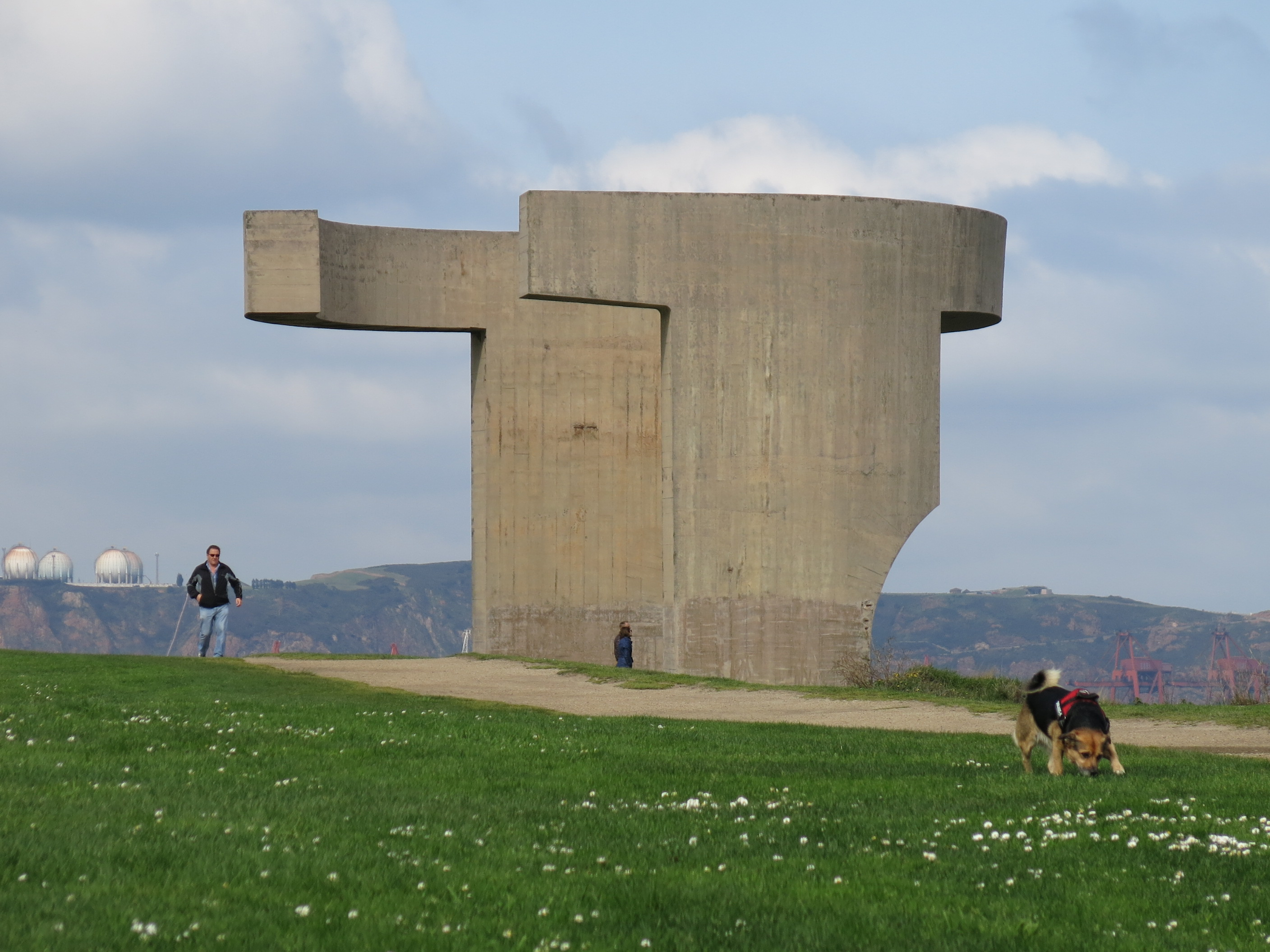
Elogio del Horizonte

El Conjunto histórico artístico de Cimadevilla se encuentra en el barrio de Cimadevilla, en la ciudad asturiana de Gijón (España). Conforma un Bien de Interés Cultural que se corresponde con el origen de la villa, en torno al cerro de Santa Catalina. 

## Descripción
El barrio de Cimadevilla surge en torno al cerro de Santa Catalina, una zona que antiguamente estaba unida a tierra firme por un banco de arena y que en ocasiones podía quedar aislada. Los restos conservados más antiguos datan de los siglos I-II d. C. y se corresponden con el núcleo romano, representados en las termas del Campo Valdés y los restos de la muralla del siglo III d. C. En la Edad Media se convirtió en un barrio de pescadores, del cual la iglesia de San Pedro es su legado más significativo. En los siglos XVI, XVII y XVIII se construyen varios palacios barrocos que se conservan hoy en día. La mayoría de edificaciones que se conservan son las casas de pescadores del siglo XIX que, junto con capillas, palacios y restos romanos forman el conjunto histórico declarado BIC además de un antiguo convento convertido posteriormente en fábrica de tabacos. Durante todo este tiempo el barrio cumple funciones defensivas, conservando baterías y cañones en la zona más alta. Ya en el siglo XX destacan como el Elogio del horizonte de Chillida o el pabellón principal del Club de Regatas. 
Hoy en día conforma una de las áreas más visitadas de la ciudad, por lo pintoresco de sus calles, espacios museístico, locales hosteleros, áreas verdes y su condición de nexo entre diferentes zonas de la costa de la ciudad: la playa de San Lorenzo, el Puerto Deportivo y la playa de Poniente. Los principales monumentos que se encuentran en el barrio de Cimadevilla son:
- Capilla de la Soledad: Edificio fundado en 1674, sede actual de la cofradía de pescadores.

- Convento de las Agustinas Recoletas 43°32′48″N 5°39′46″O / 43.54667, -5.66278: Antigua fábrica de tabacos, es el edificio de mayores dimensiones del barrio

- Casona de los Ramírez de Jove:Fundada en el siglo XVI, hoy sede del Colegio de Arquitectura, es de planta cuadrada y pórtico central. Su fachada está hecha en sillar, de organización simétrica y cuatro pisos. La planta baja de mayor altura con la puerta principal en forma de arco de medio punto con ventanas. El piso superior con gran número de aberturas destacando el balcón central sobre la puerta principal y uno a cada lado. En el tercer piso el muro es ciego con escudo y en el último piso hay dos ventanas.

- El palacio de la Casa-Museo de Jovellanos (43°32′45″N 5°39′44″O / 43.54583, -5.66222), es Monumento Histórico Artístico, su estructura es de cuerpo central con dos torres, la de la izquierda muy desnaturalizada al unirse este palacio a la casa vecina de la familia Bordiu-Cienfuegos. Los edificios fueron adquiridos por el ayuntamiento y se reformaron en diferentes fases, en la última fase se cubrió el patio para ganar terreno. El museo alberga objetos personales de Jovellanos y piezas de la época. El resto son objetos que van desde el siglo XVIII hasta nuestra época.

- El palacio de Valdés o colegio Santo Ángel, muestra del barroco temprano. Su estructura es de cuerpo central y dos torres, con capilla adosada a la izquierda y su organización interior en torno a un patio. Su fachada es de gran sobriedad con sillar almohadillado. La capilla se comunica con la residencia por una tribuna. Destacar la puerta que está entre pilares, rematada por un frontón sobre el que está el escudo de armas.

- La torre de la familia Jove-Hevia, y la capilla. La torre es de cinco pisos rematada en almenas. Tras el edificio hay un cuerpo horizontal que es la residencia, fue revestido a principios del siglo XX, con mampostería. La fachada de la capilla está muy deteriorada y está realizada en aparejo almohadillado.

- El palacio de Jove-Huergo y su capilla de la Trinidad, hoy Museo Juan Barjola, es Monumento Histórico Artístico. Construido con sillares, son dos cuerpos simétricos separados por pilastras. Su capilla tiene una fachada más compleja. La puerta enmarcada por molduras de orejas y franqueada por tres pares de pilastras, encima tiene un alto cuerpo con el escudo de los Jove, sostenido por dos leones entre dos pilares y sobre ellos un frontón curvo. La estructura del ático está entre pilastras y rematado por un frontón también curvo y adornado por pirámides y bolas. Su planta interior son dos tramos de nave con bóveda de arista y la cabecera con cúpula sobre pechinas. La comunicación con el palacio, es por los pisos altos que son dos tribunas de madera superpuestas.

- El palacio del marqués de San Esteban del Mar, unido a la colegiata de San Juan Bautista, actualmente es el Centro Internacional de Arte Palacio de Revillagigedo declarado Monumento Histórico Artístico. Parte de una torre antigua del siglo XIV, el palacio es de cuerpo central y dos torres laterales con patio interior. En su fachada la planta noble, tiene cinco balcones que se corresponden con sus arquerías bajas. En el piso superior cuatro ventanas enmarcadas que flanquean el desarrollo del escudo. Los pisos se dividen en cinco calles, dos laterales separados mediante pilastras y la central que es más ancha y limitada por columnas. La fachada es rematada por un antepecho calado. Su colegiata dedicada a San Juan Bautista, es pequeña e invade parte de la cabecera del palacio.

- Datos: Q5788910
- Multimedia: Conjunto Histórico Artístico El Barrio Viejo de Gijón / Q5788910